# Stade du parc sportif Montanha dos Vinhedos
Le Stade du parc sportif Montanha dos Vinhedos (en portugais : Estádio Parque Esportivo Montanha dos Vinhedos), est un stade de football brésilien situé dans la ville de Bento Gonçalves, dans l'État du Rio Grande do Sul.
Le stade, doté de 15 276 places et inauguré en 2004, sert d'enceinte à domicile à l'équipe de football du Clube Esportivo Bento Gonçalves.

## Histoire
Les travaux du stade débutent en 1983 pour d'achever presque 20 ans plus tard en 2004. Jusque là, le club jouait ses matchs à domicile dans le Stade du Dr. Getúlio Dornelles Vargas. Le match d'inauguration a lieu le 29 février 2004 lors d'une victoire 2-0 des locaux de Bento Gonçalves contre l'EC Pelotas.
Le stade accueille 10 matchs du Championnat de la CONMEBOL des moins de 15 ans en 2007.

## Événements
- 2007 : Championnat de la CONMEBOL -15 ans
- 2019 : Coupe du Rio Grande do Sul -20 ans